# Kam (sikhismo)
Kam (Gurmukhi: ਕਾਮ) deriva dal sanscrito: काम dove significa piacere, gratificazione sensuale, realizzazione sessuale, piacere dei sensi, desiderio, eros o godimento estetico della vita. In Gurbani ha il significato di desiderio profondo, desiderio incontrollato, concupiscenza, lussuria, sensualità o lascivia ed è annoverato tra i "Cinque Mali" (peccati cardinali o propensioni peccaminose).
Nell'uso comune, il termine indica un'eccessiva passione per il piacere sessuale; un'enfasi sproporzionata della propria vita quotidiana sui piaceri di una natura sensuale ed è in questo senso che è considerato un male nel Sikhismo. Il Guru afferma chiaramente "Assorto nella lussuria e nella rabbia, le persone vagano continuamente nella reincarnazione" (SGGS p 50)
Nella letteratura brahmanica il kam non è sempre disdegnato. Kam come Kamadeva è un dio nel pantheon indù paragonabile all'Eros della mitologia greca e Cupido dei Romani, ed è come tale non contraddittorio per la vita spirituale.
I guru respinsero la superstizione brahmanica e le austerità auto-mortificanti. Eppure hanno riconosciuto i quattro purusartha, a cui si fa riferimento in gurbani come char padarath o nei quattro inseguimenti umani. Tuttavia, nel Sikhismo, kam non è una gratificazione illimitata dei desideri carnali, ma un impulso che deve essere tenuto sotto controllo come altri impulsi e passioni.
La propensione sfrenata verso Kam, specialmente la relazione sessuale al di fuori del vincolo matrimoniale, è condannata nei termini più forti nei codici di condotta Sikh e nella Scrittura. Quando è incontrollata, Kam è un male distruttivo e un peccato mortale che deve essere riconosciuto e controllato, non soppresso e negato. Sikhi non supporta la vita di un recluso o Sannyasa in cui una persona nega l'esistenza di questo istinto naturale del corpo. Ci si aspetta che i Sikh vivano una vita di un capofamiglia con membri adulti che vivono una vita come coppie sposate impegnate in una relazione sessuale moderata ma sana.
Kam (gratificazione del desiderio) è nell'induismo uno dei quattro obiettivi (purusarthas) della vita umana, gli altri tre sono artha (acquisizione della ricchezza), dharma (dimissione del dovere) e mokṣa (emancipazione finale). Il jainismo e il buddismo, che nacquero come movimenti di protesta contro il ritualismo e la superstizione brahmaniche, tuttavia consideravano kam con orrore.
Per munis e sramanas del jainismo e del buddismo e per gli yogi della scuola Sankhya, kam doveva essere deliberatamente soppresso per ottenere la liberazione definitiva. Di conseguenza, predicavano il celibato e l'ascetismo.